# District de Vạn Ninh

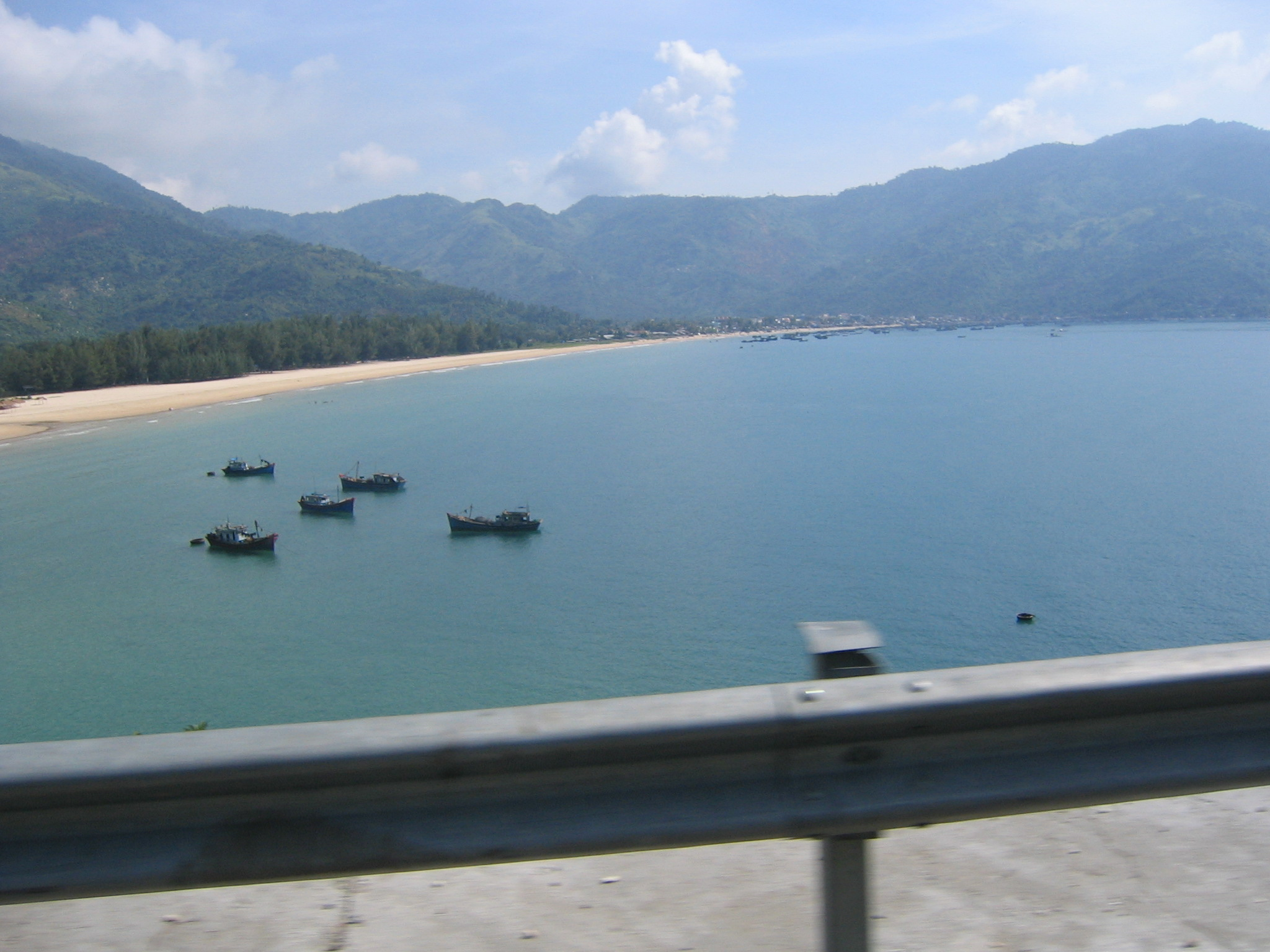
Plage de Dai Lanh dans le district de Van Ninh

Vạn Ninh est un district rural de la province de Quảng Nam, dans la région de la Côte centrale du Sud du Viêt Nam.

## Géographie
Le district a une superficie de 550 km2.
Le chef-lieu du district est Vạn Giã. 